# 53 Каліпсо
53 Каліпсо — астероїд головного поясу, відкритий 4 квітня 1858 року.
Тіссеранів параметр щодо Юпітера — 3,370.